# Amaru (Polinesia Francesa)
Amaru es una comuna asociada de la comuna francesa de Rimatara que está situada en la subdivisión de Islas Australes, de la colectividad de ultramar de Polinesia Francesa.

## Composición
La comuna asociada de Amaru comprende una fracción de la isla de Rimatara:

## Demografía
| Gráfica de evolución demográfica de Amaru entre 1977 y 2012 |
|                                                             |

Fuente: Insee